# Miracles in December (canção)

Miracles in December (Hangul: 12월의 기적; rom. Sibiweolwi Gijeok; Chinês tradicional: 十二ional月的奇蹟; Chinês simplificado: 十二月的奇迹; Pinyin: Shíèryuè de Qíjì) é o primeiro single do segundo extended play do grupo masculino sino-coreano EXO.
Embora o pré-lançamento como single digital tenha ocorrido em 5 de dezembro de 2013, a canção foi incluída em seu segundo EP, Miracles in December, que foi lançado em 9 de dezembro de 2013 sob a gravadora SM Entertainment. A música, assim como o álbum estão disponíveis em coreano e mandarim.
"Miracles in December" atraiu tanto a recepção positiva da crítica quanto o sucesso comercial. A canção estreou no número um em nove paradas musicais em tempo real da Coreia do Sul após o lançamento. A versão em coreano chegou ao número dois no Gaon Singles Chart e número três no Korea K-Pop Hot 100, enquanto a versão em mandarim ficou no número 9 do Baidu Weekly Music Chart e liderou a International Singles chart.
"Miracles in December" foi escolhida como a canção-título e primeiro single do mini-álbum, e junto com "Christmas Day", foi apresentado ao vivo em vários espectáculos de música locais e shows durante o ciclo promocional.

## Composição e antecedentes
"Miracles in December", de acordo com a descrição do álbum no site de música coreana Naver Music, é uma canção de gênero pop-balada que faz uso de piano e cordas em seu arranjo. A canção foi composta e arranjada pelos compositores veteranos Andreas Stone Johansson e Rick Hanley em colaboração com a equipe de produção da SM Entertainment.
Os vocais na versão em coreano são fornecidos por Chen, Baekhyun e D.O., enquanto os vocais da versão em mendarim pertence ao dois primeiros, além de Lu Han. A música fala sobre um homem que tem nostalgia do relacionamento com sua ex-amante e seu desejo de voltar para ela, mas não pode fazê-lo por causa da vergonha e da culpa. Yoon So-ra e Liu Yuan escreveram as letras das versões coreana e chinesa, respectivamente.

## Lançamento
Todas as músicas do segundo EP do grupo, Miracles in December, foram visualizadas em um clipe de áudio que foi disponibilizado em seus sites. Em 1 de dezembro de 2013, foi revelado que "Miracles in December" serio o single do álbum, juntamente com outras informações sobre o retorno do EXO a cena musical. A canção foi disponibilizada para download como single digital em 5 de dezembro de 2013, antes do lançamento do álbum em 9 de dezembro de 2013 sob a gravação SM Entertainment. A música, assim como o álbum estão disponíveis em coreano e mandarim.

## Promoção

### Vídeo musical
Os teasers para as versões coreana e chinesa do videoclipe foram divulgados no canal oficial no YouTube da SM Town em 2 de dezembro de 2013, provocando um grande interesse dos fãs. Este, porém, fez com que muitos pensassem que o grupo fosse promover como uma nova sub-unidade, o que levou a SM Entertainment a esclarecer os rumores. Um representante da agência comentou que "é verdade que Baekhyun, D.O. e Chen cantam a canção-título... Isso não significa que eles são oficialmente uma sub-unidade... Estamos planejando colocar outros membros também para subir no palco para performances variadas". Ele continuou: "Estamos preparando diversas performances, porque este álbum é um álbum especial de inverno e está cheio de graças para os fãs. E não é correto chamar isso de uma atividade de sub-unidade". Ambas as versões dos vídeos foram reveladas dois dias depois, em 4 de dezembro de 2013 às 8:00 pm KST. O vídeo da música foi dirigido por Jo Soo Hyun, e foi filmado em novembro em Paju, Gyeonggi em um estúdio em Ilsan.

### Performances ao vivo
Em dezembro, EXO começou suas promoções executando a versão coreana ao vivo em vários shows de música local, incluindo M! Countdown em 5, Music Bank em 6, Show! Music Core em 7, e Inkigayo em 8. Na semana seguinte de promoções, a SM Entertainment informou que os membros Lu Han e Lay também participariam das apresentações assim como foi prometido para os fãs. Baekhyun, Chen e D.O. também foi ao palco do MTV The Show em 17 de dezembro e Show Champion em 18 de dezembro. A canção também foi incluída no set-list do festival de inverno do grupo com suas colegas de gravadora f(x), SM Town Week: "Christmas Wonderland", em 23 e 24 de dezembro. A versão chinesa de "Miracles in December" foi performada no MTV The Show em 24 de dezembro pelos membros Lu Han, Lay, Baekhyun, Chen e D.O.

## Recepção da crítica
O crítico de K-Pop Seoulbeats deu uma revisão positiva da música dizendo que "[ela] realmente merece todo o hype que está ficando". A análise apontou que "Miracle in December" apenas cria e constrói ao longo de sua duração e elogiou a harmonização como "uma coisa de beleza. Kpopstarz também deu uma revisão positiva da canção. Allkpop listou "Miracles in December", como número oito entre as melhores músicas K-Pop de Natal de todos os tempos, além de elogiar EXO por explorar diferentes gêneros. Os críticos da Eatyourkimchi também comentaram a canção de forma positiva e notou o crescente talento vocal do grupo.

## Recepção comercial
De acordo com o site de notícias de K-Pop Naver, e os sites de comunidades Allkpop e Soompi, "Miracles in December" estreou no número um nas paradas em tempo real de nove portais de música diferentes dentro de 4 horas de seu lançamento, incluindo Melon, Mnet, Bugs, Olleh, Soribada, Naver, Daum, Monkey3 e Genie. A canção também alcançou o mercado de música no exterior, assim sendo classificada na posição 5 no iTunes singles chart no Vietnã, 39 em Singapura, 137 na Tailândia e 177 na Malásia. Quanto ao desempenho comercial doméstico, a versão coreana chegou ao número dois no Gaon Singles Chart e número três no Korea K-Pop Hot 100, enquanto a versão chinesa ficou no número 9 do Baidu Weekly Music Chart e liderou a International Singles chart.

## Desempenho nas paradas
| Gráfico (2013)               | Melhores posições |
| ---------------------------- | ----------------- |
| Gaon Singles chart           | 2                 |
| Gaon Monthly Singles chart   | 2                 |
| Gaon Local Singles chart     | 2                 |
| Gaon Streaming Singles chart | 5                 |
| Gaon Download Singles chart  | 3                 |
| Gaon Background Music chart  | 2                 |
| Gaon Mobile Ringtone chart   | 3                 |
| Gaon Karaoke chart           | 4                 |
| Billboard K-Pop Hot 100      | 3                 |

| Gráfico (2013)                           | Melhores posições |
| ---------------------------------------- | ----------------- |
| Baidu Weekly Music Chart                 | 9                 |
| Baidu Weekly Music Chart                 | 15                |
| Gaon Singles chart                       | 47                |
| Gaon International Singles chart         | 1                 |
| Gaon Monthly International Singles chart | 5                 |
| Gaon Yearly International Singles chart  | 170               |
| Gaon Download Singles chart              | 62                |
| Gaon Background Music chart              | 29                |